# Peperomia muscigaudens
Peperomia muscigaudens är en pepparväxtart som beskrevs av C. Dc.. Peperomia muscigaudens ingår i släktet peperomior, och familjen pepparväxter. Inga underarter finns listade i Catalogue of Life.